# Галина Титла
Гали́на Ти́тла (28 листопада 1935) — українська художниця-іконописиця у США; спеціалізувалася в псевдо-візантійській іконографії і темперовій техніці у студії Петра Холодного-молодшого.
В іконописному стилі наслідує традиційні українські ікони XVI століття, що їй легко вдається. Малює цілими однобарвними площинами, рисунок дискретний, майже непомітний. Кольори мішані, делікатні, деколи трохи блідуваті. 
Ікони Галини Титли знаходяться в українських церквах США, Канаді, Бразилії та Тернополя. Зокрема, розписала іконостас греко-католицької церкви в Саут-Дірфілді (Массачусетс).
Учасниця виставок Об'єднання митців-українців в Америці (ОМУА), виставки в Українському музею в Нью-Йорку (2015).
Ілюструвала книжку «Український народний одяг» (англ. Ukrainian Folk Costume), що вийшла в Канаді під редакцією Петра Одарченка та Г. Царинник за сприяння Світової федерації українських жіночих організацій